# Apostolepis ammodites
Apostolepis ammodites là một loài rắn trong họ Colubridae. Loài này được Ferrarezzi, Erritto Barbo & España Albuquerque mô tả khoa học đầu tiên năm 2005.